# Otto-Hubert Kost
Otto-Hubert Kost (* 6. Oktober 1929 in Dresden; † 31. Oktober 2015 in Hannover) war ein deutscher evangelisch-lutherischer Geistlicher und Theologe.

## Leben
Kost studierte bis 1954 in Berlin, Heidelberg und Göttingen Theologie und katholisches Kirchenrecht. Er wurde am 13. April 1958 ordiniert und war 1962–1966 Pastor in Winsen (Luhe). 1966 wurde er dem Amt für Gemeindedienst der Evangelisch-lutherischen Landeskirche Hannovers zur Mitarbeit überwiesen (ab 1967 als Pastor der Landeskirche). 1970 trat er eine Stelle als II. Pastor an der Christuskirche in Hannover an. Am 1. November 1994 trat er in den Ruhestand.
Seit 1983 hatte Kost einen Lehrauftrag im Fachbereich Erziehungswissenschaften I der Universität Hannover. 1994 wurde er dort Honorarprofessor. Er verfasste Arbeiten zu religionsphilosophischen und kirchengeschichtlichen Themen.

## Veröffentlichungen
- Christophorus. Seine Herkunft und sein Wesen. Aachen: Patrimonium-Verlag, 2015
- Narziss. Anfragen zur Herkunft und zu den Gestaltungen seines Mythos. Heimbach/Eifel u. a.: Patrimonium, 2012
- Einkehr und Heimkehr. Zisterziensische Mönchstheologie und Kunst an Chor und Priesterpforte der Kirche zu Steffenshagen in Mecklenburg. Heimbach/Eifel: Bernardus-Verlag, um 2009
- Von der Möglichkeit. Das Phänomen der selbstschöpferischen Möglichkeit in seinen kosmogonischen, mythisch-personifizierten und denkerisch-künstlerischen Realisierungen als divergenztheologisches Problem. Göttingen: Vandenhoeck & Ruprecht, 1978
- Das östliche Niedersachsen im Investiturstreit. Studien zu Brunos Buch vom Sachsenkrieg. Göttingen: Vandenhoeck & Ruprecht, 1962
- Die sächsische Königstheologie im Investiturstreit. Diss., Göttingen 1954